# Palaeospondylus
Palaeospondylus är ett fossilt släkte av fiskliknande ryggradsdjur med flera arter, 2–5 centimeter långa, från devonlager i Skottland.
Palaeospondylus hade munnen belägen i spetsen på huvudet, hade baktill bred, framtill smal skalle, utan pansarplåtar, ringformiga kotkroppar och difycerk stjärt. Rester av gälbågar har ej påträffats. Palaeospondylus ansågs först vara en primitiv rundmun, men placerades av andra forskare i andra fiskgrupper och till och med utanför fiskarna. I flera hänseenden påminner Palaeospondylus i sin byggnad om sillarver, varför åsikter om att de äldsta fiskarna skulle ha varit besläktade med sillarna framförts.